# Carlos Espinosa de los Monteros y Bernaldo de Quirós
Pour les articles homonymes, voir Espinosa de los Monteros (homonymie).
Carlos Espinosa de los Monteros y Bernaldo de Quirós, 4e marquis de Valtierra, né le 18 mars 1944 à Madrid, est un homme d'affaires et avocat espagnol. Il est haut fonctionnaire du Corps supérieur des techniciens commerciaux et économistes de l'État. Il préside la compagnie aérienne Iberia de 1982 à 1985. 
Entre 2012 et 2018, il est chargé par le gouvernement espagnol de promouvoir l'image de marque de l'Espagne.

## Biographie
Carlos Espinosa de los Monteros naît à Madrid. Il est le deuxième fils de Francisco Javier Espinosa de los Monteros y Herreros de Tejada et de Dña. Galinda Bernaldo de Quirós y Alcalá-Galiano, Marquis de Valtierra. Il hérite du titre de marquis en 1985. Il est l'arrière-petit-fils du Capitaine Général de la VI Región Militar D. Carlos Espinosa de los Monteros y Sagaseta de Ilurdoz, militaire et diplomate espagnol originaire de Pampelune.
Il étudie à l'école Chamberí des Frères maristes, rue Eduardo Dato, très près du domicile familial. Il obtient une licence en Droit en 1965 et en Administration d'entreprises en 1966 à l'ICADE (Instituto Católico de Administración y Dirección de Empresas). Entre 1966 et 1967, il réalise une maîtrise d'administration d'entreprise à la Northwestern University de Chicago. Ensuite, en 1969, il accède par concours administratif au Corps supérieur des techniciens commerciaux et économistes de l'État.
Il est marié avec María Eugenia de Simón y Vallarino avec qui il a cinq enfants, dont l'homme politique du parti Vox, Iván Espinosa de los Monteros.

## Carrière
Il a travaillé aussi bien dans le secteur public que privé. De 1969 à 1972, il occupe une place au Ministère du Commerce et du Tourisme. Il travaille ensuite à la Délégation espagnole à Chicago jusqu'en 1976. Plus tard, il occupe divers postes à l'Institut national de l'industrie, comme Directeur commercial entre 1976 et 1979, puis comme vice-président entre 1979 et 1982.
En 1982, le PSOE arrive au pouvoir et Felipe González le nomme président d'Iberia, poste qu'il occupe jusqu'en 1985. Il est membre du Comité exécutif de la IATA entre 1983 et 1985.
En 1988, il passe dans le monde de l'automobile en devenant Conseiller délégué de Mercedes-Benz en Espagne. En 1990, il est nommé Président de Mercedes-Benz Espagne, poste qu'il occupe jusqu'en 2009. Il est également Président de Daimler Chrysler depuis 2004.
Entre septembre 2005 et juin 2012, il est vice-président non exécutif du groupe Inditex. Il est désigné conseiller d'Inditex en mai 1997 et il est réélu lors de l'assemblée générale des actionnaires en juillet 2000, en 2004, 2009 et 2014. Il détient 150 000 actions de la société.

## Distinctions
- Grand-croix de l'ordre d'Isabelle la Catholique
- Ordre de l'Aigle aztèque